# Relations entre la France et la République centrafricaine
Les relations entre la France et la République centrafricaine désignent les relations diplomatiques s'exerçant entre d'une part, la République française, État principalement européen, et de l'autre, la République centrafricaine, État africain. 
La France est le seul pays européen à disposer d'une ambassade à Bangui. La République centrafricaine dispose d'une ambassade à Paris.

## Histoire
En novembre 2022, Le ministère des Affaires étrangères de la Centrafrique annonce que la Centrafrique met fin au décanat accordé au Haut représentant de la France auprès du chef de l’État centrafricain.

## Période contemporaine

### Sur le plan économique
La République centrafricaine fait partie de la zone franc CFA, bloc monétaire bénéficiant d'une garantie du Trésor français.
La France a été à l'origine de l'initiative créant le fonds européen Bêkou en soutien à la République centrafricaine.

### Sur le plan culturel
Les deux pays sont membres de plein droit de l'OIF.

### Sur le plan politique et militaire
En 2009, alors que des rebelles cherchent à prendre la capitale centrafricaine, des troupes françaises sont déployées pour leur faire barrage. En 2013, la France déclenche l'opération Sangaris pour rétablir la paix en République centrafricaine. Des soldats français sont toujours présents au sein de la MINUSCA.